# Universidad Anáhuac Querétaro
Die Universidad Anáhuac de Querétaro ist eine private, staatlich anerkannte Universität mit Sitz in Santiago de Querétaro im Bundesstaat Querétaro, Mexiko.
Die 2005 gegründete katholische Universität gehört zum Red de Universidades Anáhuac, einem Verbund von katholischen Universitäten in Mexiko, die von den Legionären Christi und der Organisation Regnum Christi getragen werden.
Der gemeinsame Leitspruch der Anáhuac-Universitäten Vince in bono malum („Überwinde das Böse mit Gutem“) ist ein Zitat aus dem Römerbrief (Röm 12,21).

## Studiengänge

### Bachelor
- Touristik
- Rechtswissenschaften
- Business Administration und Management
- Grafikdesign
- Finanz- und Rechnungswesen
- Lebensmittelwissenschaften und Gastronomie
- Industrial Engineering
- Marketing
- International Business
- Psychologie
- Architektur

### Master
- Master of Senior Management
- Master of Public Administration
- Master in Finance
- Master in Corporate Law
- Master of Educational Psychology